# Jakub Koreis
Jakub Koreis (* 26. června 1984) je bývalý český hokejový útočník, který se v současné době, poté co se rozhodl v roce 2017 ukončit aktivní kariéru, věnuje komentování hokeje v médiích.
Mládežnické roky trávil v Plzni, v jejímž dresu také nakoukl do Extraligy, nejvyšší soutěže v ledním hokeji v České republice. Mezi roky 2003 a 2008 hrál v zahraničí (Kanada, Spojené státy americké, Finsko) a po svém návratu nastupoval ve sparťanském dresu. V pražském celku vydržel dvě celé sezóny, ale před koncem třetí (ročník 2010/2011) přestoupil do brněnského mužstva. Těsně před startem sezóny 2014/2015 tento klub opustil a odešel na tříměsíční hostování do rakouského Klagenfurtu, který hrál mezinárodní soutěž EBEL. Protože se ale na začátku sezóny nedařilo brněnskému celku, požádal jeho majitel Koreise, zda by se nechtěl předčasně z Rakouska vrátit, a ten mu vyhověl. Na začátku května 2016 pak přešel na dvouleté hostování do HC Škoda Plzeň.
Jeho otcem je hokejista Jiří Koreis.